# Поляков, Владимир Ильич
Владимир Ильич Поляков (28 августа 1922, Рыбинск, Рыбинская губерния — 15 августа 1985) — машинист экскаватора управления механизации строительных работ Саратовгэсстроя, министерства энергетики и электрификации СССР, Саратовская область. Герой Социалистического Труда (1972).

## Биография
Родился в 1922 году в Рыбинске Ярославской области.
Участник Великой Отечественной войны, сержант запаса. Добровольцем в 1941 году ушел на фронт. Участвовал в боях с немецко-фашистскими захватчиками на Калининском, Западном и Втором Прибалтийском фронтах, демобилизовался в ноябре 1946 года.
После войны уехал работать трактористом в Славгород Алтайского края. В 1952 году приехал на берега Волги на Куйбышевгидрострой, где работал машинистом экскаватора.
С 1956 года работал машинистом экскаватора УСМР ордена Ленина управления «Саратовгэсстрой» на строительстве Саратовской ГЭС имени Ленинского комсомола, Саратовского оросительно-обводнительного канала, Балаковского химического завода.
К 25 октябрю 1977 года выполнил план десятой пятилетки досрочно. За что был удостоен звания Герой Социалистического Труда.
Активно участвовал в общественной жизни города Балаково, избирался депутатом Балаковского городского Совета народных депутатов, являлся членом горкома КПСС.
Умер 15 августа 1985 года.

## Награды
Имеет следующие награды, за трудовые успехи:
- Герой Социалистического Труда (29.11.1972)
- два ордена Ленина (1972)
- Орден Трудового Красного Знамени

за защиту Родины:
- Орден Красной Звезды
- Орден Славы III степени
- Медаль «За отвагу» (СССР)
- Медаль «За победу над Германией в Великой Отечественной войне 1941—1945 гг.»

Удостоен звания Почётный гражданин города Балаково и Балаковского района (2.11.1977)